# Peter Dürst
Peter Dürst (* 14. April 1936 in Gera) ist ein deutscher Requisiteur in Film und Fernsehen. Er arbeitete unter anderem für namhafte Kinoproduktionen wie Das Boot, Enemy Mine – Geliebter Feind, Schtonk!, U-571 oder Buddenbrooks, sowie für die TV-Serien Anwalt Abel und München 7.

## Leben und Karriere
Peter Dürst, geboren 1936 in Gera, wollte ursprünglich Flugzeugbauer werden. Nach einem abgebrochenen Studium des Maschinenbaus arbeitete er unter anderem zunächst als Fremdenführer, Taxifahrer oder Butler, als Quereinsteiger kam er schließlich Mitte der 1970er Jahre zum Film und begann seine Laufbahn als Filmausstatter bei romantischen Dramen wie Das Schweigen im Walde von Alfred Vohrer oder Waldrausch von Horst Hächler. 1978 lernte er den Regisseur Wolfgang Petersen kennen der ihn für seinen Fernsehfilm Schwarz und weiß wie Tage und Nächte engagierte. Später in den 1980er Jahren arbeitete man auch gemeinsam an den erfolgreichen Kinoproduktionen Das Boot und Enemy Mine – Geliebter Feind. Es folgten weitere Aufträge in den 1980er Jahren, unter anderem für Frank Streckers Anna – Der Film oder für Klaus Maria Brandauers Georg Elser – Einer aus Deutschland. In den 1990er Jahren arbeitete Dürst für Kinofilme wie Die unendliche Geschichte II – Auf der Suche nach Phantásien für Go Trabi Go oder für Helmut Dietls prominent besetzte Komödie Schtonk!. In den 2000er Jahren folgten Produktionen wie Jonathan Mostows Actiondrama U-571 oder die aufwendige Literaturverfilmung Buddenbrooks nach dem Roman von Thomas Mann.
Als Außenrequisiteur arbeitete Dürst am Drehort eng mit dem Szenenbildner und dem Regisseur zusammen. Neben der Leinwand war Peter Dürst auch regelmäßig für das Fernsehen aktiv. So stattete er unter anderem als Requisiteur die Sets am Drehort für Fernsehminiserien wie Patrik Pacard oder Die Manns – Ein Jahrhundertroman aus. Darüber hinaus war er auch für verschiedene TV-Serien wie Morlock, Anwalt Abel oder München 7 tätig.
Peter Dürst lebt seit September 2012 in Rosenheim. Der Sohn von Peter Dürst ist der ehemalige deutsche Radsportler Thomas Dürst.

## Filmografie (Auswahl)

### Kino
- 1976: Das Schweigen im Walde
- 1977: Waldrausch
- 1977: Hitler, ein Film aus Deutschland
- 1979: Der Durchdreher
- 1981: Das Boot
- 1982: Parsifal
- 1983: Die wilden Fünfziger
- 1985: Die Einsteiger
- 1985: Enemy Mine – Geliebter Feind (Enemy Mine)
- 1987: Der Unsichtbare
- 1988: Anna – Der Film
- 1989: Georg Elser – Einer aus Deutschland
- 1990: Café Europa
- 1990: Die unendliche Geschichte II – Auf der Suche nach Phantásien (The Neverending Story II: The Next Chapter)
- 1991: Go Trabi Go
- 1992: Schtonk!
- 1995: My Mother’s Courage
- 1997: Die drei Mädels von der Tankstelle
- 2000: U-571
- 2008: Buddenbrooks

### Fernsehen
- 1978: Schwarz und weiß wie Tage und Nächte (Fernsehfilm)
- 1984: Patrik Pacard (Fernsehminiserie)
- 1993: Morlock (Fernsehserie, 1 Episode)
- 1995: Spur eines Zweifels (Fernsehfilm)
- 1996–1999: Anwalt Abel (Fernsehserie, 7 Episoden)
- 2000: Zimmer mit Frühstück (Fernsehfilm)
- 2001: Die Manns – Ein Jahrhundertroman (Fernsehminiserie)
- 2003: Trenck – Zwei Herzen gegen die Krone (Fernsehfilm)
- 2006: München 7 (Fernsehserie, 4 Episoden)